# Knolboterbloem
De knolboterbloem (Ranunculus bulbosus) is een kruidachtige plant uit de ranonkelfamilie (Ranunculaceae). Aan de voet is de stengel verdikt tot een knol, vandaar de naam. De soort groeit langs wegen, op droge weilanden en in hooiland.

## Botanische beschrijving
De bloem is goudgeel, met een teruggeslagen kelk. De stengel is onder de grond of aan de voet knolvormig verdikt. De bloemsteel is gegroefd.
De 15–50 cm hoge stengel van de plant is aan het onderste gedeelte afstaand, bovenaan aanliggend behaard.
De 2–3 cm grote gele bloemen zijn alleenstaand en bloeien van april tot juni.
Het onderste blad is driedelig of drietallig. De bovenste hebben lancetvormige slippen. De bladstelen zijn behaard. De eironde, donkergroene bladeren zijn soms zwart gevlakt.
De knolboterbloem draagt dopvruchtjes met een korte snavel.

## Voorkomen
De plant komt op zowel vrij vochtige als droge grond voor. Meestal is de grond kalkhoudend, matig voedselrijk, en grazig. De soort komt voor in grote delen van Europa: van Ierland tot de Zwarte Zee en van Noord-Scandinavië tot in Noord-Afrika.